# Tawesche
O Tawesche também chamado Tawoche ou Taboche é uma alta montanha dos Himalaias, localizado no Khumbu, no Nepal, em frente ao Ama Dablam, com vista para as aldeias de Periche e Dingboche. O Tawesche é considerado uma montanha sagrada, e ligada ao Cholatse por uma longa crista.

## História
A primeira ascensão de Tawesche foi por uma expedição francesa liderada por Yannick Seigneur. A cimeira foi conquistada no dia 16 de Abril de 1974 por uma equipe composta dos alpinistas Yannick Seigneur, Louis Dubost, Paul Gendre, Jacques Brugirard e do compositor e clarinetista Jean-Christian Michel. A face norte do Tawesche foi escalada 15 anos depois, em 1989, por Jeff Lowe e John Roskelley.